# Violarita
La violarita es un mineral de la clase de los minerales sulfuros, y dentro de esta pertenece al llamado “grupo de la linneíta”. Fue descubierta en 1924 en una mina cerca de Gran Sudbury en Ontario (Canadá), siendo nombrada así por el color violeta que puede presentar.

## Características químicas
Es un sulfuro anhidro de hierro y níquel. Como muchos minerales del grupo de la linneíta al que pertenece, presenta la estructura química que la espinela.
Además de los elementos de su fórmula, suele llevar como impurezas: cobalto y cobre.

## Formación y yacimientos
Se forma con origen hidrotermal junto con otros sulfuros metálicos.
Suele encontrarse asociado a otros minerales como: pirrotina, millerita, calcopirita o pentlandita.

## Usos
Tiene importancia geológica como mena del metal de níquel.